# Rafael Anton Irisarri
Rafael Anton Irisarri (Seattle, ...) è un musicista statunitense.

## Biografia
Ha debuttato nel 2007 con Daydreaming. Ha presto avviato il progetto The Sight Below con cui ha pubblicato due album in studio: Glider del 2008 e It All Falls Apart del 2010. Adottando il suo vero nome, Irisarri ha inciso vario materiale prima di giungere all'uscita di A Fragile Geography, inserito al quarto posto della classifica dei migliori album ambient del 2015 di Tiny Mix Tapes. Suoi sono anche i progetti Gailes e Orcas, entrambe collaborazioni con il cantante Benoit Pioulard. Si è esibito a eventi quali TodaysArt, MITO SettembreMusica e Sonar. Suoi sono remix per Arovane, Biosphere, Lusine e Pantha du Prince.

## Stile musicale
La musica d'ambiente mesta ed emotiva di Irisarri si incentra sulla stratificazione di suoni che possono essere  field recording oppure campionamenti di strumenti acustici di sorta. Secondo le parole dell'artista, il suo stile spazia dal post-minimalismo, alla drone music e alla musica contemporanea. Ha dichiarato di essersi ispirato a innumerevoli artisti quali i My Bloody Valentine, Robin Guthrie e i Cure. Rivendica anche influenze di scrittori e registi quali Werner Herzog e Antoine de Saint-Exupéry. Come The Sight Below ha invece coniato una ambient techno sfumata di riferimenti shoegaze mentre nei progetti Orcas e Gailes ha proposto un pop cantautoriale di stampo ambientale.

## Discografia parziale

### Da solista

#### Album in studio
- 2007 – Daydreaming
- 2008 – Glider (come The Sight Below)
- 2010 – The North Bend
- 2010 – Reverie
- 2010 – It All Falls Apart (come The Sight Below)
- 2012 – Orcas (come Orcas, con Benoit Pioulard)
- 2013 – The Unintentional Sea
- 2014 – Yearling (come Orcas, con Benoit Pioulard)
- 2015 – A Fragile Geography
- 2015 – Will Her Heart Burn Anymore
- 2017 – La Equidistancia (con Leandro Fresco)
- 2017 – The Shameless Years
- 2018 – Midnight Colours
- 2017 – Seventeen Words (come Gailes, con Benoit Pioulard)
- 2018 – Sirimiri